# Bernd Herndlhofer
Bernd Herndlhofer (* 9. Juli 1990 in Wien) ist ein österreichischer Rennfahrer.

## Karriere
Herndlhofer begann seine Motorsportkarriere 2003 im Kartsport, in dem er bis 2005 aktiv war. 2006 wechselte er in den Formelsport und wurde Siebter in der Formel Lista junior. Außerdem stieg er zur Saisonmitte in die deutsche Formel BMW ein. In dieser Meisterschaft blieb er ohne Punkte. 2007 verbesserte sich Herndlhofer mit einem Sieg auf den vierten Platz der Formel Lista junior. Außerdem nahm er am Saisonfinale der deutschen Formel BMW teil.
2008 wechselte Herndlhofer in den deutschen Formel-3-Cup und ging für Franz Wöss Racing an den Start. Mit zwei elften Plätzen als beste Resultate blieb er punktelos. Da er in einem älteren Rennwagenmodell antrat, war er zudem in der Trophy-Wertung punkteberechtigt. Diese Wertung schloss er auf dem zweiten Platz ab. Außerdem wurde er Vizemeister der österreichischen Formel-3-Meisterschaft. 2009 bestritt Herndlhofer seine zweite Saison in der deutschen Formel 3 und trat für verschiedene Teams zu sechs von neun Rennwochenenden an. Ein zweiter Platz war sein bestes Resultat. Die Meisterschaft beendete er auf dem achten Platz.
2010 trat Herndlhofer zunächst im GT-Sport an. Für das Team Rosberg nahm er an den ersten sechs von sieben Rennwochenenden der ADAC GT Masters teil und wurde 19. in der Meisterschaft. Außerdem nahm er an sechs Rennen der FIA-GT3-Europameisterschaft teil. Er gewann ein Rennen und schloss die Meisterschaft auf dem 19. Rang ab. Zusätzlich absolvierte er auch fünf Rennen in der deutschen Formel 3. Mit einem sechsten Platz als bestes Resultat wurde er 16. 2011 begann Herndlhofer die Saison erneut in der deutschen Formel 3. Wie im Vorjahr trat er für Brandl Racing an. Nach den ersten zwei Rennwochenenden endete sein Engagement, da er das notwendige Budget nicht weiter aufbringen konnte. Am Saisonende belegte er den 14. Gesamtrang.

## Karrierestationen
| - 2003–2005: Kartsport - 2006: Formel Lista junior (Platz 7) - 2006: Deutsche Formel BMW - 2007: Formel Lista junior (Platz 4) - 2007: Deutsche Formel BMW - 2008: Deutsche Formel 3 | - 2008: Österreichische Formel 3 - 2009: Deutsche Formel 3 (Platz 8) - 2010: ADAC GT Masters (Platz 19) - 2010: FIA-GT3-Europameisterschaft (Platz 19) | - 2010: Deutsche Formel 3 (Platz 16) - 2011: Deutsche Formel 3 (Platz 14) - 2012: BOSS GP - Formula class (Platz 1) - 2014: BOSS GP Open Class (Platz 9) |